# Robert Haglund
Robert Ludvig Haglund, född 5 mars 1844 i Stockholm, död 27 augusti 1930 i Strängnäs stadsförsamling, var en svensk tecknare och grafiker.
Haglund var 1861–1864 elev hos Fritz Ahlgrensson och biträdde såväl denne som K. Janson med teaterdekorationsmåleri i Stockholm och i Åbo. Han studerade vid Konstakademien 1864–1869, blev huvudsakligen illustratör och gjorde teckningar till svenska och utländska illustrerade tidningar, till Nordenskiölds Vegas färd kring Asien och Europa (1881), Upmarks Svenska riddarhuset (1891), Hans Hildebrands Visby (1893) med flera. De två sistnämnda verken innehåller även flera etsningar. I raderingsteknik utförde Haglund stockholmsmotiv, reproduktioner av konstverk och stadsbilder från utlandet (några sådana, Från främmande länder, utkom samlade 1902). Haglund är även representerad i Föreningen för Grafisk Konsts utgivningar år 1887, 1890, 1892, 1893, 1898, 1900 och 1911. Haglund redigerade Konstnärsklubbens publikation Jul 1888–1907. På hans initiativ bildades 1888 Konstnärernas sjuk- och understödskassa. Från 1896 var han extralärare i frihandsteckning vid Tekniska högskolan. Haglund är representerad vid bland annat Nationalmuseum. Han är begravd på Norra begravningsplatsen utanför Stockholm.

## Galleri

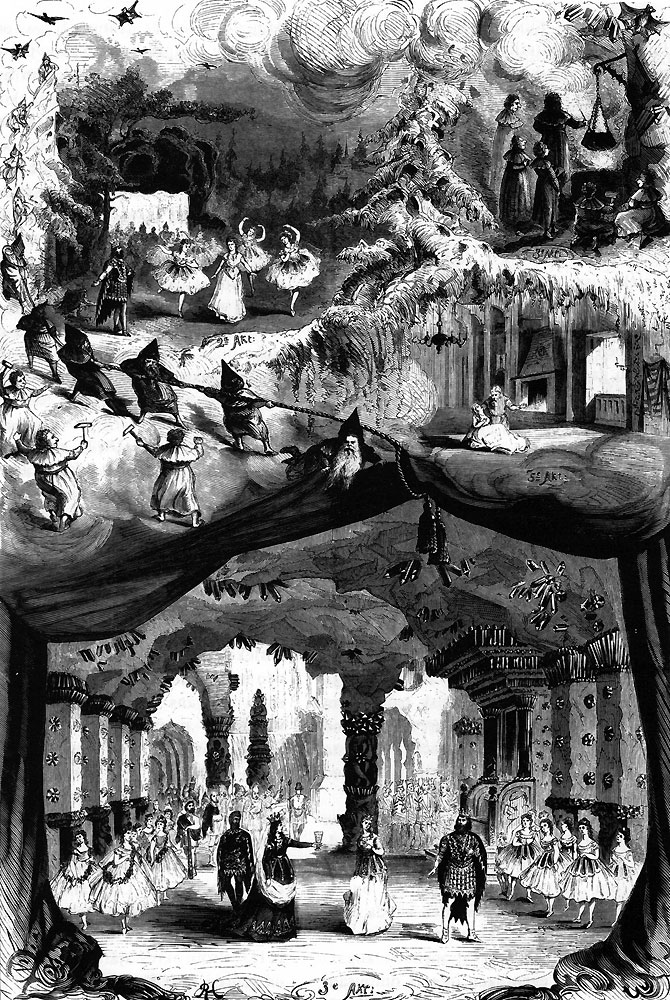
Scener från premiären på Den bergtagna på Stockholmsoperan (1874)
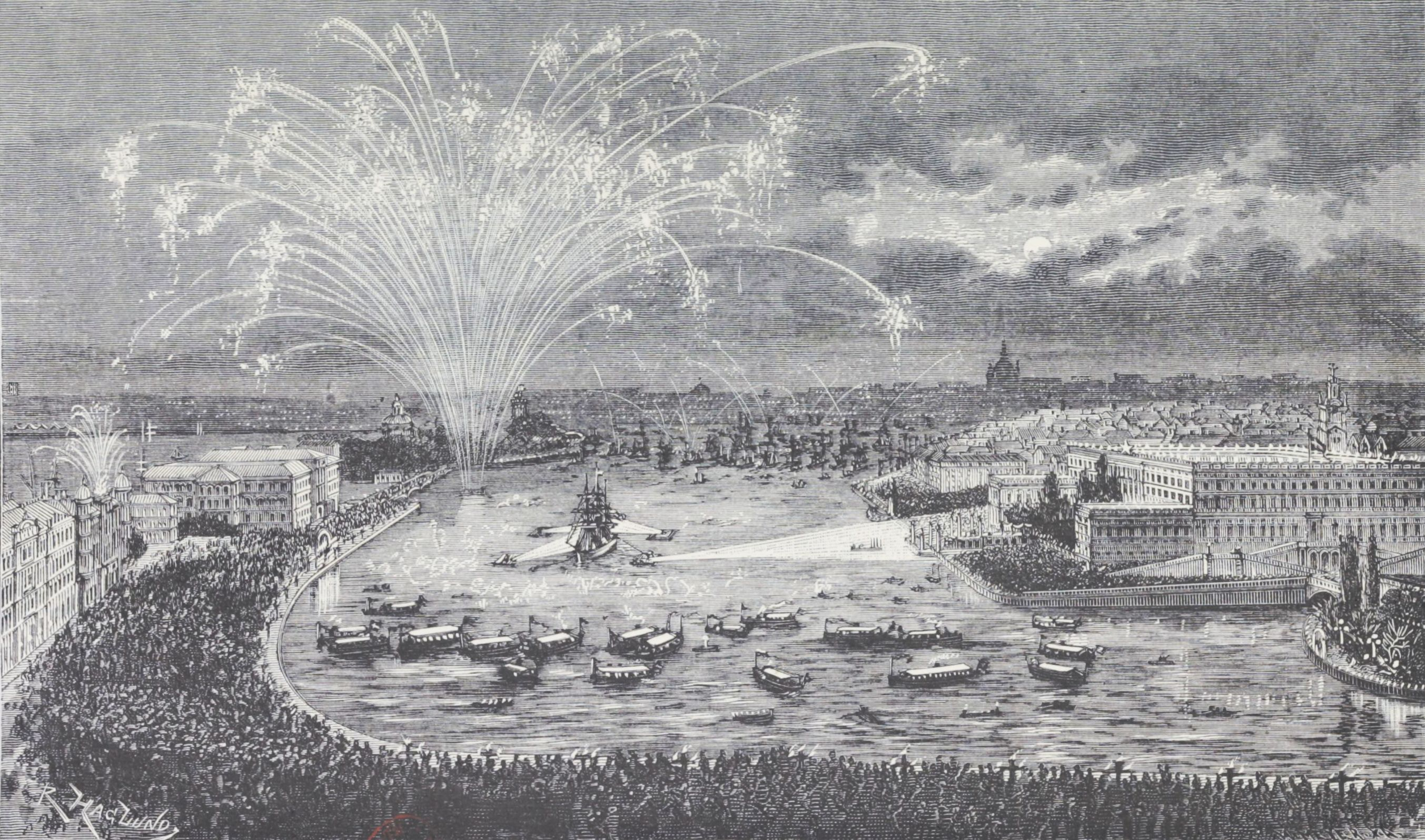
Vegas ankomst till Stockholm 1880
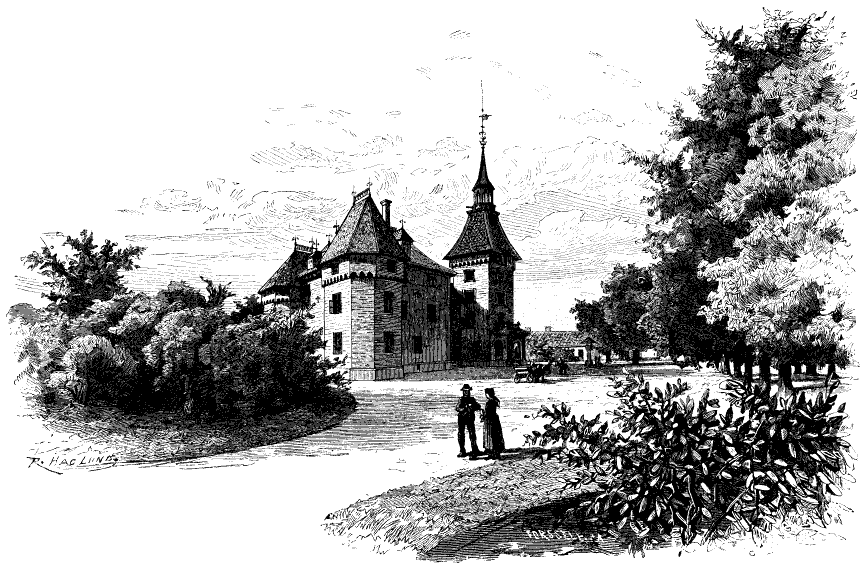
Gärsnäs slott  från Svenska Familj-Journalen (1885)
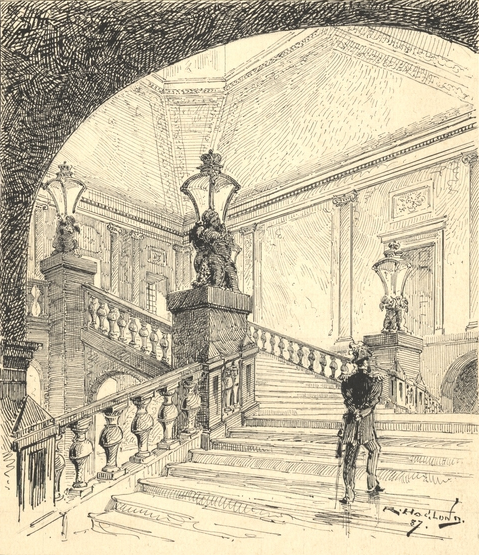
Interiör från en trappa i Stockholms slott, pennteckning  (1887)